# Hung Chia-Chun
Hung Chia-Chun es una deportista taiwanesa que compitió en taekwondo. Ganó dos medallas en el Campeonato Mundial de Taekwondo en los años 1997 y 2001.

## Palmarés internacional
| Representando a China Taipéi |                      |                   |           |
| Campeonato Mundial           |                      |                   |           |
| Año                          | Lugar                | Medalla           | Categoría |
| 1997                         | Hong Kong (China)    | Medalla de plata  | –60 kg    |
| 2001                         | Jeju (Corea del Sur) | Medalla de bronce | –51 kg    |